# Latastia cherchii
Latastia cherchii — вид ящірок родини ящіркових (Lacertidae). Ендемік Сомалі. Вид названий на честь італійської герпетологині Марії Аделаїди Черчі.

## Поширення і екологія
Latastia cherchii мешкають в центральній частині Сомалі, між містами Хобьо і Бербера. Вони живуть на піщаному пустельному уступі, слабо порослому рослинністю.